# Floyd Gottfredson
Arthur Floyd Gottfredson (Kaysville, 5 maggio 1905 – Montrose, 22 luglio 1986) è stato un fumettista statunitense.
È noto soprattutto come disegnatore delle strisce quotidiane che hanno contribuito a decretare il successo di Topolino come personaggio dei fumetti. Dopo che i disegnatori Ub Iwerks e Win Smith ebbero completato la prima storia a fumetti del personaggio, Le audaci imprese di Topolino nell'isola misteriosa, abbandonarono l'impegno per occuparsi di altri progetti e Gottfredson venne incaricato da Walt Disney di continuarne la realizzazione, occupandosi non solo dei disegni ma anche dei soggetti, dando avvio a una lunga evoluzione sia del personaggio che della relativa ambientazione, rendendo le storie più realistiche e il personaggio più sfaccettato e complesso rispetto alla versione cinematografica, creando inoltre molti comprimari di successo come il commissario Basettoni, Eta Beta e Macchia Nera. Realizzò le strisce quotidiane del personaggio ininterrottamente per oltre quarantacinque anni, dal maggio 1930 all'ottobre 1975. La sua opera è stata tale da poterlo ritenere uno dei maestri dell'arte del fumetto riuscendo a combinare la sua abilità come disegnatore con il talento di narratore divenendo esempio per generazioni di altri autori che si sono cimentati col personaggio di Topolino dopo di lui.

## Carriera

### Esordi
Floyd Gottfredson nasce il 5 maggio 1905 a Kaysville, nello Utah (USA), in una piccola stazione ferroviaria, il cui capostazione è il nonno. Nel 1916 si trasferisce a Siggurd, a circa 180 miglia da Salt Lake City: è qui che perde parte della sensibilità alla mano destra a seguito di un incidente di caccia che lo costringe a  un lungo periodo di riposo chiuso in casa dove, per riabilitare l'uso del braccio e della mano si applica nel disegno finendo per appassionarvisi. Nel 1916 il giovane Floyd vede su un giornale l'immagine del principe ereditario di Germania e la ricopia. Lo zio, notando la sua abilità, lo spinge ad iscriversi alla London School of Cartooning, una scuola di disegno per corrispondenza. Floyd, quindi, per pagarsi gli studi, vende porta a porta il libro scritto dal nonno paterno che narra le sue peripezie come pioniere mormone tra gli indiani Blackhawk. Completerà la sua formazione seguendo i corsi, sempre per corrispondenza, delle Federal Schools of Illustrating and Cartooning di Minneapolis.
Col tempo riesce a vendere vignette ad alcuni quotidiani e riviste locali. Nel 1924 sposa Mattie Mason e si trasferisce a Richfield, sempre nello Utah, dove lavora come proiezionista e disegnatore di locandine e manifesti per una piccola catena di cinema. Subito dopo la nascita del suo primo figlio, Norman, inizia a collaborare con il Salt Lake City Telegraph, per il quale realizza una serie di vignette umoristiche, intitolata Local Stuff - And So Is Salt Lake, che commentano gli eventi più importanti tra quelli riportati sul quotidiano. Sin da queste prime uscite si nota l'influenza di artisti quali Thomas Sullivan e Jay Norwood Darling. Nel 1927, poi, dopo la nascita della figlia Colleen, inizia ad allargare le sue collaborazioni con The Utah Farmer, The Blow Out - A Magazine of Good Will e Desert News, mentre l'anno successivo partecipa ad un concorso di cartooning indetto dalla American Tree Association, ottenendo il secondo posto con la tavola contro la deforestazione dal titolo Weakening (Indebolimento). Questo premio gli consentì di iniziare una collaborazione con The Battery Man, rivista automobilistica per la quale realizza una serie di vignette, Sparks of Fun, anche a tutta pagina, con divertenti gag automobilistiche. Questi primi successi lo convincono a spostarsi a Los Angeles, dove cerca di iniziare a collaborare con i principali quotidiani della città, senza però il successo sperato. La sua carriera di vignettista continua, comunque, fino al 1930, quando inizia la pubblicazione della sua prima storia Disney, Topolino nella Valle della Morte (5 maggio): ha venticinque anni e questo esordio è solo l'inizio di una carriera che durerà 45 anni e mezzo.

### Studio Disney e Topolino
Floyd Gottfredson entrò nei Walt Disney Productions Cartoon Studios di Hyperion Avenue il 19 dicembre del 1929 assunto, con uno stipendio di 18 dollari alla settimana, come intercalatore e assistente animatore, per poi passare alle strisce quotidiane di Topolino l'anno successivo, per richiesta dello stesso Walt Disney che gli assicurò che l'incarico sarebbe stato temporaneo. Dal 17 gennaio 1932 diventa anche il titolare della tavola domenicale per la quale ebbe l'aiuto di Al Taliaferro e Ted Thwaites; di questa se ne sarebbe occupato fino al 1938. Sempre nel 1932 Floyd divenne a responsabile del reparto fumetti che contava poco meno di una decina di persone; qui affidò la sceneggiatura delle storie inizialmente a Webb Smith e poi a Ted Osborne, Merrill de Maris, Bob Karp, Dick Shaw, mentre Floyd avrebbe realizzato i soggetti e i disegni, oltre a creare nuovi personaggi come Musone e il capitano Setter nel 1933, Eli Squick nel 1934, il professor Enigm nel 1936, Giuseppe Tubi nel 1938, Macchia Nera nel 1939, le cui fattezze sono simile a quelle di Walt Disney.
Il suo Topolino è un personaggio che riprende molto da vicino la versione dei cartoni animati: vive in una città in uno stadio di preurbanizzazione e la sua attività principale sembra quella di litigare, bighellonare e attaccar briga, come in Topolino contro il gatto Nipp (strisce dal 19 gennaio al 25 febbraio 1931), in cui Gottfredson veniva aiutato alle matite e alle chine da Earl Duvall, o come in Topolino e Felice, detto Il Bel Gagà (strisce dal 22 settembre al 26 dicembre 1930).
La maturazione del personaggio avverrà lentamente con l'affinamento delle qualità di scrittore di Gottfredson e, soprattutto, con la ricerca della spalla ideale per Topolino. In questa ricerca, si contano alcuni incontri con Paperino (Topolino e il mistero dei cappotti), con Orazio (Topolino e il tesoro di Clarabella o Topolino e Orazio nel castello incantato) ma il successo arriva con Pippo, che diventa così il migliore amico di Topolino. Il loro rapporto inizia con Topolino poliziotto e Pippo suo aiutante, che ispirerà, 25 anni più tardi, Paperino e le teste a zero di G. B. Carpi. Coadiuvato da Merrill de Maris ai testi e da Ted Thwaites alle chine, Gottfredson costruì una storia di investigazione in cui due vicende sono intrecciate fra loro: da un lato dei falsari che stanno inondando la città (ancora chiamata, in originale, Homeville), dall'altro dei ladri che si accontentano di capelli e mutandoni.
Nella serie di strisce che compongono le storie Topolino nella casa dei fantasmi, Topolino, Pippo e Paperino si alleano per risolvere un intricato mistero di fantasmi che verrà risolto da Topolino mentre le due spalle interpretano gli intermezzi comici. Gottfredson qui venne coadiuvato ai testi da Ted Osborne insieme a Bill Walsh. La produzione di Gottfredson con Topolino protagonista è molto vasta. Nel 1943 arrivò Bill Walsh a occuparsi dei testi delle strisce inaugurando uno dei periodi più felici del personaggio sotto la gestione Walsh-Gottfredson, aiutata alle chine da Dick Moores, Bill Wright, Manuel Gonzales e altri. Tra i personaggi che Gottfredson affiancò a Topolino si ricorda poi il prof. Enigm. Gottfredson realizzò anche storie di vita quotidiana, come Topolino e l'elefante o Topolino e lo struzzo Oscar.
Nel 1947 Frank Reilly gli succedette come direttore del reparto fumetti e così poté dedicare completamente alla realizzazione delle storie di Topolino: generalmente si pensava alla strip successiva subito dopo averne realizzata una, mentre a fine settimana lo staff tecnico si riuniva per discutere della storia fino a quel punto e quindi decidere come sarebbe proseguita. Il 26 settembre fece il suo esordio Eta Beta in Topolino e l'uomo del 2000, che diverrà spalla fissa di Topolino per una lunga serie di storie fino al luglio 1950.
Con Walsh, Gottfredson realizzò storie di Topolino di ampio respiro di genere noir alternate a storie di vita quotidiana nelle quali il tratto di Gottfredson migliorava ulteriormente portando la figura di Topolino a un aspetto molto più grintoso e adatto alle nuove atmosfere già in parte introdotte da un po' di tempo dallo stesso Gottfredson, come in Topolino e il corvo misterioso. Esempi di questo periodo sono Topolino e gli orfani di guerra, Topolino e la banda della morte, Topolino e l'anello di Re Mida e la Topolino contro Topolino. Questo periodo si concluse nel 1955 quando il King Features Syndicate chiese esplicitamente che le strisce quotidiane divenissero autoconclusive: la prima di questo genere è datata 5 ottobre 1955.

### Altri lavori
Oltre alle strisce a fumetti di Topolino realizza i disegni per Zirlino, leone pecorino, adattamento, su testi di Frank Reilly, dell'omonimo cortometraggio dell'8 febbraio 1952, una serie di tavole settimanali su Walt Disney's Treasury of Classical Tales dal luglio 1952 che proponeva la riduzione a fumetti di film e che vede la collaborazione di Gottfredson anche per il lettering della riduzioni della bella addormentata nel bosco (dal 3 agosto al 28 dicembre 1958, disegni di Julius Svendsen). Per la riduzione della carica dei 101 (dal 1º gennaio al 16 marzo 1961) realizza le matite di base.
Il 26 novembre 1960 fa il suo esordio Peter Pan's Christmas Story, una storia natalizia la cui striscia introduttiva è opera proprio di Gottfredson. Su testi di Reilly, poi, realizza The Three Little Pigs' Christmas Story (25 novembre-24 dicembre 1963), per passare l'anno successivo a Cinderella's Christmas Party (23 novembre-24 dicembre) e finire nel 1965 con Bambi's Christmas Adventure (29 novembre-24 dicembre), per la quale realizza il lettering oltre a numerose correzioni dei disegni di Guillermo Cardoso.

### Gli ultimi anni
Gottfredson lasciò i Walt Disney Productions Cartoon Studios il 1º ottobre 1975, dopo 45 anni e mezzo; la sua ultima striscia uscì il 15 novembre. Come già Carl Barks, anche Floyd realizzò su richiesta del collezionista Malcolm Willits (oggi morto), degli acquerelli e iniziò a riproporre alcune scene ispirate alle sue storie più famose realizzando ventiquattro quadri fino al luglio del 1983. In questi anni, tra l'altro, riprese i rapporti con i Disney italiani Luciano Bottaro e Carlo Chendi, e con il gruppo di appassionati disneyani di Rapallo, che gli inviarono il premio The Cartoonists dalla Mostra Internazionale dei Cartoonists in occasione dei cinquant'anni di Topolino.
Da tempo malato, Gottfredson morì il 22 luglio 1986 all'età di 81 anni.

## Eredità
Alla sua opera si ispirano quelle realizzate in Italia da Romano Scarpa e poi da Casty per il settimanale Topolino.
L'editore Sergio Bonelli a proposito di Floyd Gottfredson disse: «Ma all'interno [dei miei fumetti preferiti] le storie - che, non a caso, portano l'inconfondibile marchio di Floyd Gottfredson - sono davvero eccezionali: si possono leggere come vicende comiche, ma anche come romanzi d'avventura o, meglio ancora, come film. Così, di volta in volta, il piccolo eroe disneyano sembra diventare Humphrey Bogart in Topolino giornalista e in Topolino nella casa dei fantasmi, Gary Cooper in Topolino agente della polizia segreta e in Topolino nel Paese dei califfi, Harrison Ford in Topolino e il pirata Orango e in Topolino e il mistero dell'uomo nuvola... E, se proprio volete farmelo dire, sembra diventare il mio Tex Willer in Topolino e il tesoro di Clarabella e in Topolino e il bandito Pipistrello.»
Con queste parole Marco Rota sintetizza l'importanza di Gottfredson nel panorama Disney internazionale: «Posso dire che, personalmente, lo considero il più grande artista Disney di tutti i tempi! Ho cercato di sintetizzare in tre parole il mio pensiero, paragonando Floyd Gottfredson al big Bang, l'esplosione primordiale che ha dato origine all'universo: nel nostro caso, a... quello disneyano. Dobbiamo tutti riconoscenza a questo impareggiabile disegnatore: i lettori, per le splendide storie che ha realizzato, e i disegnatori, anche per gli insegnamenti che hanno potuto trarre dal suo lavoro».

## Al Lewin
Nel 1966 lo sceneggiatore Alfredo Castelli scrisse una guida dedicata a Topolino su una rivista in cui, non riuscendo ad avere risposta dalla Disney, affermò che il disegnatore delle strisce giornaliere del personaggio dal 1940 al 1954 fosse stato un certo Al Lewin, nome inventato allo scopo di coprire il periodo del quale non si avevano informazioni. Molti credettero a Castelli tanto che in molti testi Al Lewin venne presentato come uno dei più importanti autori delle storie di Topolino. Dagli Stati Uniti scrissero a Castelli che il nome che stava cercando era quello di Floyd Gottfredson. Castelli allora poté completare la sua ricerca e la rettifica avvenne in un articolo sulla rivista di fumetti Eureka nel 1968. Ma intanto il nome di Al Lewin era stato registrato e ricomparve su altre pubblicazioni e lo stesso Mario Gentilini,  direttore del settimanale Topolino, lo indica come uno degli autori del personaggio trasformandolo però in Al Levin e inoltre conferma a Levin la paternità del personaggio di Eta Beta in un volume omonimo dedicato al personaggio. Negli anni settanta la stessa Disney disse di non poter escludere che Al Levin avesse veramente lavorato a Topolino. Anche molti decenni dopo, sul settimanale Topolino (n° 2468), la redazione attribuì la creazione del personaggio di Eta Beta ad Al Lewin e non a Gottfredson.